# Aphytis griseus
Aphytis griseus är en stekelart som beskrevs av Quednau 1964. Aphytis griseus ingår i släktet Aphytis och familjen växtlussteklar. Inga underarter finns listade i Catalogue of Life.